# Hibbertia tomentosa
Hibbertia tomentosa är en tvåhjärtbladig växtart som beskrevs av Robert Brown och Dc. Hibbertia tomentosa ingår i släktet Hibbertia och familjen Dilleniaceae. Inga underarter finns listade i Catalogue of Life.